# Muro di Grammont
Il Muro di Grammont (Muur van Geraardsbergen, Muur-Kapelmuur o semplicemente Muur in neerlandese) è una salita breve, ma molto ripida, che si trova a Geraardsbergen, in Belgio, nella regione delle Fiandre, famosa tra gli appassionati di ciclismo su strada in quanto era il principale tra i "muri" inseriti nel percorso del Giro delle Fiandre, una delle più importanti corse classiche del Nord.

## Descrizione
La salita è lunga circa 1 km per un dislivello di circa 90 m; la pendenza media è quindi del 9%, ma vi sono tratti fino al 20%: le caratteristiche della strada, stretta e pavimentata in pavé con ciottoli tondi, rendono ancora più difficile l'ascesa, sulla quale molti corridori si "piantano" (la parte finale della salita, che termina in corrispondenza di una cappella in cima alla collina, è chiamata anche "Kapelmuur" (muro della cappella). 
Inserito per la prima volta nel percorso del Giro della Fiandre nel 1950, per poi rimanervi stabilmente dal 1970 al 2011, nel 1973 e 1974 fu l'ultima salita prima del traguardo di Meerbeke, mentre dal 1988 è sempre stato collocato prima del più facile Bosberg; a causa della durezza delle sue rampe e della vicinanza al traguardo, il Muro di Grammont è tuttora la salita simbolo del Giro delle Fiandre, dove spesso si è deciso il risultato della corsa. 
Tuttavia lo spostamento dell'arrivo da Ninove a Oudenaarde ha escluso il Muro dal passaggio della corsa nelle edizioni dal 2012 al 2016. Il Muur è stato inserito pure nell'edizione del 1960 della Gent-Wevelgem e in 49 edizioni dell'Omloop Het Nieuwsblad. Inoltre la sua esclusione dal 2011 dal Giro delle Fiandre ha portato gli organizzatori dell'E3 Prijs Vlaanderen e dell'Eneco Tour ad inserirlo nelle proprie edizioni 2013 e a confermarlo fino al 2014 per la seconda.